# Primi ministri dell'eSwatini
I primi ministri dell'eSwatini dal 1967 (istituzione della carica) ad oggi sono i seguenti.

## Lista
| Primo ministro | Primo ministro            | Partito                                               | Mandato           | Mandato           | Sovrano    |
| Primo ministro | Primo ministro            | Partito                                               | Inizio            | Fine              | Sovrano    |
| -------------- | ------------------------- | ----------------------------------------------------- | ----------------- | ----------------- | ---------- |
|                | Makhosini Dlamini         | Movimento Nazionale Imbokodvo Indipendente (dal 1973) | 16 maggio 1967    | 31 marzo 1976     | Sobhuza II |
|                | Maphevu Dlamini           | Indipendente                                          | 31 marzo 1976     | 25 ottobre 1979   | Sobhuza II |
|                | Ben Nsibandze             | Indipendente                                          | 25 ottobre 1979   | 23 novembre 1979  | Sobhuza II |
|                | Mabandla Dlamini          | Indipendente                                          | 23 novembre 1979  | 25 marzo 1983     | Sobhuza II |
| Mswati III     | Mabandla Dlamini          | Indipendente                                          | 23 novembre 1979  | 25 marzo 1983     |            |
|                | Bhekimpi Dlamini          | Indipendente                                          | 25 marzo 1983     | 6 ottobre 1986    |            |
|                | Sotsha Dlamini            | Indipendente                                          | 6 ottobre 1986    | 12 luglio 1989    |            |
|                | Obed Dlamini              | Indipendente                                          | 12 luglio 1989    | 25 ottobre 1993   |            |
|                | Andreas Fakudze           | Indipendente                                          | 25 ottobre 1993   | 4 novembre 1993   |            |
|                | Jameson Mbilini Dlamini   | Indipendente                                          | 4 novembre 1993   | 8 maggio 1996     |            |
|                | Sishayi Nxumalo           | Indipendente                                          | 8 maggio 1996     | 26 luglio 1996    |            |
|                | Barnabas Sibusiso Dlamini | Indipendente                                          | 26 luglio 1996    | 29 settembre 2003 |            |
|                | Paul Shabangu             | Indipendente                                          | 29 settembre 2003 | 26 novembre 2003  |            |
|                | Themba Dlamini            | Indipendente                                          | 26 novembre 2003  | 18 settembre 2008 |            |
|                | Bheki Dlamini             | Indipendente                                          | 18 settembre 2008 | 23 ottobre 2008   |            |
|                | Barnabas Sibusiso Dlamini | Indipendente                                          | 23 ottobre 2008   | 5 settembre 2018  |            |
|                | Vincent Mhlanga           | Indipendente                                          | 5 settembre 2018  | 29 ottobre 2018   |            |
|                | Ambrose Mandvulo Dlamini  | Indipendente                                          | 29 ottobre 2018   | 13 dicembre 2020  |            |
|                | Themba Nhlanganiso Masuku | Indipendente                                          | 13 dicembre 2020  | 19 luglio 2021    |            |
|                | Cleopas Sipho Dlamini     | Indipendente                                          | 19 luglio 2021    | 28 settembre 2023 |            |
|                | Mgwagwa Gamedze           | Indipendente                                          | 28 settembre 2023 | 4 novembre 2023   |            |
|                | Russell Dlamini           | Indipendente                                          | 4 novembre 2023   | in carica         |            |